# Liste chinesischer Zählwörter
Chinesische Zählwörter, auch chinesische Zähleinheitswörter, Abk.: ZEW (chinesisch 量詞 / 量词, Pinyin liàngcí) werden in den chinesischen Sprachen zusammen mit Numeralen benutzt, um Mengen anzugeben oder einen Plural zu bilden.
Im Chinesischen können einfache Numerale ein Substantiv nicht selbst quantifizieren. Die Sprache benötigt dazu die Zahlwörter. Man unterscheidet dabei zwei Typen, nominale und verbale, wobei letztere benutzt werden, um Verben und ihre Zeit zu quantifizieren. Die Verwendung ist im Chinesischen verbindlich. Die Zahlwörter müssen verwendet werden, wenn ein Numerale oder ein Pronomen vorhanden ist. Einen definiten Artikel gibt es hingegen im Chinesischen nicht.
Während im Deutschen „ein Schwarm Vögel“ ungefähr gleichbedeutend ist mit „einige Vögel“, ist im Chinesischen nur 一群鳥 / 一群鸟 möglich. Dementsprechend sollte „ein Vogel“ mit 一隻鳥 / 一只鸟 übersetzt werden; das ist so, als wenn wir „ein Exemplar Vogel“ sagen müssten. Der Gebrauch ist auch von persönlichen Vorlieben und Dialekten abhängig. Zum Beispiel sagen manche Sprecher 三部車 / 三部车 und andere 三台車 / 三台车, um „drei Autos“ auszudrücken. Weitere Möglichkeiten, das Gleiche zu bezeichnen sind 三輛車 / 三辆车 oder im Kantonesischen 三架車 / 三架车.
Manche Zählwörter sind richtige Einheiten, die alle Sprachen benutzen, um Dinge zu messen, z. B. Kilometer. Diese stehen an erster Stelle, dann folgen andere nominale und schließlich die verbalen Klassifikatoren.
Die Tabellen bieten einen Überblick über die chinesischen Zählwörter und sind folgendermaßen zu lesen.
1. Spalte: ZEW traditionelle Variante
2. Spalte: ZEW vereinfachte Variante (sofern Unterschiede existieren)
3. Spalte: Aussprache im Hochchinesisch nach Pinyin
4. Spalte: Aussprache im Kantonesischen nach Cantonese Pinyin
5. Spalte: Informationen zum Gebrauch. Die wörtliche Bedeutung des Zählworts wird in Anführungszeichen angegeben.

## Nominale Klassifikatoren

### Echte Einheiten
| ZEW traditionell | ZEW vereinfacht | Hochchinesisch Pinyin | Kantonesisch Jyutping | Gebrauch |
| Zeit             | Zeit            | Zeit                  | Zeit                  | Zeit |
| ---------------- | --------------- | --------------------- | --------------------- | --- |
| 秒               | -               | miǎo                  | miu5                  | „Sekunde“ |
| 分               | -               | fēn                   | fan1                  | „Minute“ |
| 刻               | -               | kè                    | hak1                  | „Viertelstunde“ / „15 Minuten“                                                                               |
| 小時             | 小时            | xiǎoshí               | siu2si4               | „Stunde“ |
| 鐘               | 钟              | zhōng                 | jung1                 | „Stunde“ (im Kantonesisch)                                                                                   |
| 鐘頭             | 钟头            | zhōngtóu              | jung1tau4             | „Stunde“ (ugs.)                                                                                              |
| 時辰 (obs.)      | 时辰 (obs.)     | shíchén               | si4san4               | „Doppelstunde“ (obs.)                                                                                        |
| 天               | -               | tiān                  | tin1                  | „Tag“ |
| 日               | -               | rì                    | yat6                  | „Tag“ |
| 年               | -               | nián                  | nin4                  | „Jahr“ |
| 載               | 载              | zǎi                   | joi2                  | „Jahr“ (formal)                                                                                              |
| 世紀             | 世纪            | shìjì                 | sai3gei2              | „Jahrhundert“                                                                                                |
| Gewicht / Masse  |                 |                       |                       | |
| 克               | -               | kè                    | hak1                  | „Gramm“ (technisch)                                                                                          |
| 公克             | -               | gōngkè                | gung1hak1             | „Gramm“ (metrisch)                                                                                           |
| 斤               | -               | jīn                   | gan1                  | „Jin“ / chinesisches Pfund (ca. 600 Gramm), „Pfund“, 500 Gramm                                               |
| 公斤             | -               | gōngjīn               | gung1gan1             | „Kilogramm“ (metrisch)                                                                                       |
| 千克             | -               | qiānkè                | chin1hak1             | „Kilogramm“ (technisch)                                                                                      |
| 噸               | 吨              | dūn                   | deun1                 | „Tonne“ (technisch)                                                                                          |
| 公噸             | 公吨            | gōngdūn               | gung1deun1            | „Tonne“ (metrisch)                                                                                           |
| Länge / Distanz  |                 |                       |                       | |
| 毫米             | -               | háomǐ                 | hou4mai5              | „Millimeter“ (technisch)                                                                                     |
| 公釐 (obs.)      | 公厘 (obs.)     | gōnglí                | gung1lei4             | „Millimeter“ (metrisch)                                                                                      |
| 公分             | -               | gōngfēn               | gung1fan1             | „Zentimeter“ (metrisch)                                                                                      |
| 釐米             | 厘米            | límǐ                  | lei4mai5              | „Zentimeter“ (technisch)                                                                                     |
| 寸               | -               | cùn                   | chyun3                | „Cun / chinesisches Zoll“, „Zoll“                                                                            |
| 吋 (obs.)        | -               | cùn                   | chyun3                | „Britischer Zoll“                                                                                            |
| 尺               | -               | chǐ                   | chek3                 | „Chi / Chinesisches Fuß“ / „Fuß“                                                                             |
| 呎 (obs.)        | -               | chǐ                   | chek3                 | „Britischer Fuß“                                                                                             |
| 英尺             | -               | yīngchǐ               | ying1chek3            | „Britischer Fuß“                                                                                             |
| 公尺             | -               | gōngchǐ               | gung1chek3            | „Meter“ (metrisch)                                                                                           |
| 米               | -               | mǐ                    | mai5                  | „Meter“ (technisch)                                                                                          |
| 千米             | -               | qiānmǐ                | chin1mai5             | „Kilometer“ (technisch)                                                                                      |
| 里               | -               | lǐ                    | lei5                  | „Li / chinesische Meile“ (ca. 1/3 Meile), „Meile“                                                            |
| 哩 (obs.)        | -               | lǐ                    | lei5                  | „Britische Meile“                                                                                            |
| 英里             | -               | yīnglǐ                | ying1lei5             | „Britische Meile“                                                                                            |
| 公里             | -               | gōnglǐ                | gung1lei5             | „Kilometer“ (metrisch)                                                                                       |
| 天文單位         | 天文单位        | tiānwén dānwèi        | tin1man4 daan1wai2    | „Astronomische Einheit“                                                                                      |
| 光年             | -               | guāngnián             | gwong1nin4            | „Lichtjahr“                                                                                                  |
| 秒差距           | -               | miǎochājù             | miu5cha1geui6         | „Parsec“ |
| Geld             |                 |                       |                       | |
| 元 / 圓          | 元 / 圆         | yuán                  | yun4                  | „Yuan“, Abk.: „¥“ (beide Schriftzeichenformen sind gleichwertig und können in chin. Texten verwendet werden) |
| 塊               | 块              | kuài                  | faai3                 | „Kuai“, Abk.: „¥“ (ein ugssprl. Ausdruck im Alltag für Yuan)                                                 |
| 角               | -               | jiǎo                  | gok3                  | „Jiao“ (1/10tel Yuan)                                                                                        |
| 毛               | -               | máo                   | mou4                  | „Mao“ (1/10tel Yuan) (ein ugssprl. Ausdruck im Alltag für Jiao)                                              |
| 分               | -               | fēn                   | fan1                  | „Fen“ (1/100stel Yuan)                                                                                       |

### IdiomatischeAusdrücke
| ZEW traditionell | ZEW vereinfacht | Hochchinesisch Pinyin | Kantonesisch Jyutping | Gebrauch |
| ---------------- | --------------- | --------------------- | --------------------- | --- |
| 把               |                 | bǎ                    | ba2                   | „eine Hand voll“ „ein Bündel“ – stockartige Objekte, Objekte, die man halten kann (Messer, Schirme, Schlüssel; auch Stühle)                                                                        |
| 班               |                 | bān                   | baan1                 | Dienste nach Plan (Züge, Flüge, Busse usw.), Schulklasse |
| 包               |                 | bāo                   | bau1                  | „Paket“, „Bündel“, „Packung“ |
| 抱               |                 | bào                   | pou5                  | „ein Arm voll“ |
| 杯               |                 | bēi                   | bui1                  | „Becher“, „Tasse“ – Getränke |
| 本               |                 | běn                   | boon2                 | „Band“ – gebundene Druckerzeugnisse (Bücher usw.) |
| 筆               | 笔              | bǐ                    | bat7                  | große Geldmengen (Zahlung, Geschäft) |
| 部               |                 | bù                    | bo6                   | Romane, Filme, Maschinen, Geräte |
| 冊               | 册              | cè                    | chak8                 | Bücher |
| 層               | 层              | céng                  | chang4                | „Stockwerk“, „Geschoss“ – Gebäude, „Ebene“, „Schicht“ usw. |
| 場               | 场              | chǎng                 | cheung4               | öffentliche Veranstaltungen, Spiele, große Ereignisse |
| 床               |                 | chuáng                | chong4                | „ein Bett voll“ – Decken, Tücher |
| 次               |                 | cì                    | chi3                  | „Mal“ – Gelegenheiten |
| 袋               |                 | dài                   | doi2                  | Säcke, Beutel, Taschen voll |
| 道               |                 | dào                   | do6                   | lineare Projektionen (Lichtstrahlen usw.), Befehle einer Autorität |
| 滴               |                 | dī                    | dik9                  | Tropfen von Wasser, Blut und ähnlichen Flüssigkeiten |
| 點               | 点              | diǎn                  | dim2                  | Ideen, Vorschläge |
| 頂               | 顶              | dǐng                  | dik9                  | Objekte mit einer hervorstehenden Spitze (Hüte usw.) |
| 棟               | 栋              | dòng                  | dung6                 | wörtlich Säulen, benutzt für mehrstöckige bzw. hohe Gebäude |
| 堵               |                 | dǔ                    | do1                   | Wände und Abgrenzungen |
| 段               |                 | duàn                  | duen6                 | „Abschnitt“, „Strecke“ – Kabel, Straßen, Absatz, Zeitabschnitt usw. |
| 對               | 对              | duì                   | dui3                  | „Paar“ – Menschen |
| 頓               | 顿              | dùn                   | dun6                  | Mahlzeiten, Menü, Prügel, Schimpfe |
| 朵               |                 | duǒ                   | do2                   | Blumen, Blüte, Wolken |
| 份               |                 | fèn                   | fan6                  | Anteil, Portionen, Zeitschriften, Fotokopien, Gefühlsregungen |
| 封               |                 | fēng                  | fung1                 | Dinge in Umschläge, versiegelte Dinge, (Briefe, Post usw.) |
| 幅               |                 | fú                    | fuk7                  | Kunstwerke (Bild, Bildrolle, Gemälde, Foto usw.), Stoffbahn |
| 服               |                 | fù                    | fuk9                  | „Dosis“ – (Chinesische) Medizin |
| 副               |                 | fù                    | foo3                  | paarweise Objekte (Brille, Handschuhe, Ohrringe usw.), „Set“, „Garnitur“, Gesichtsausdrücke |
| 個               | 个              | gè                    | go3                   | einzelne Dinge oder Menschen – Die Verwendung dieses Klassifikators in Verbindung mit irgendeinem Substantiv wird allgemein akzeptiert, wenn der Sprecher den passenden Klassifikator nicht kennt. |
| 根               |                 | gēn                   | gan1                  | dünne, schlanke Objekte (Nadeln, Säulen usw.) |
| 股               |                 | gǔ                    | goo2                  | Flüsse, „Hauch“, „Schwall“, (Luftmasse, Atmosphäre, Einfluss, Kraft) |
| 行               |                 | xíng                  | hong4                 | Objekte, die Linien, Reihen bilden (Wörter, Zahlen, Autos, Menschen usw.) |
| 盒               |                 | hé                    | hap2                  | „kleiner Karton“, „kleines Kästchen“, „kleine Kiste“, „kleine Dose“ – z. B. Band |
| 戶               | 户              | hù                    | woo6                  | Familie, Haushalt |
| 夥               | 伙              | huǒ                   | fo2                   | meist abwertender Klassifikator für Gruppen wie Gangs oder Gangster |
| 家               |                 | jiā                   | ga1                   | Gruppe von Menschen (Familien, Betriebe, Institutionen usw.) |
| 架               |                 | jià                   | ga3                   | „ein Regal voll“, „ein Gestell voll“, Maschinen, Geräte und Objekte mit Stützen und Gestelle usw.                                                                                                  |
| 間               | 间              | jiān                  | gaan1                 | Räume, Räumlichkeit, Zimmer, o. Ä. |
| 件               |                 | jiàn                  | gin6                  | Stoffe, Kleidung, Artikel, Warenstücke, Angelegenheit, Dinge, Gegenstände usw. |
| 節               | 节              | jié                   | jit8                  | „Abschnitt, Segment, Teilstück, Unterrichtsabschnitt, Zeitabschnitt“ – (Stock, Bambus usw.) |
| 屆               | 届              | jiè                   | gaai3                 | regelmäßige Ereignisse, Amtsperiode, Wahlperiode, o. Ä. |
| 句               |                 | jù                    | gui3                  | Linien, Sätze usw. |
| 棵               |                 | kē                    | po1                   | Bäume und ähnliche Pflanzen |
| 顆               | 颗              | kē                    | fo2                   | kleine Dinge (Herzen, Perlen, Zähne usw.) und klein wirkende Dinge (entfernte Sterne und Planeten)                                                                                                 |
| 口               |                 | kǒu                   | hau2                  | Menschen in Dörfern, Familienmitglieder |
| 塊               | 块              | kuài                  | faai3                 | „Stück“, „Brocken“ – Land, Steine usw.; Kuchen, Brot (nicht Scheiben) |
| 類               | 类              | lèi                   | lui6                  | gleichartige Objekte |
| 粒               |                 | lì                    | lap7                  | „Korn“ |
| 輛               | 辆              | liàng                 | leung2                | Autos, Fahrräder usw. |
| 列               |                 | liè                   | lit9                  | Züge |
| 枚               |                 | méi                   | mui4                  | Medaillen |
| 門               | 门              | mén                   | moon4                 | akademische Begriffe (Kurse, Fachrichtung, Fertigkeit, Hausaufgabe usw.) |
| 面               |                 | miàn                  | min6                  | flache, glatte Dinge (Spiegel, Flaggen usw.) |
| 名               |                 | míng                  | ming4                 | allg. Menschen, Personen mit Titeln (Doktoren, Anwälte, Politiker, Adlige usw.) |
| 排               |                 | pái                   | paai4                 | in Reihen und Raster angeordnete Objekte (Stühle, Tische usw.) |
| 盤               | 盘              | pán                   | poon4                 | flache Objekte (Videokassetten usw.) |
| 批               |                 | pī                    | pai1                  | „Gruppe“, „Menge“, „Schar“, „Stoß“, „Ladung“, „Scharge“, Menschen, Waren usw. |
| 匹               |                 | pǐ                    | pat7                  | Pferde und andere Reittiere, Stoffballen |
| 篇               |                 | piān                  | pin1                  | „Kapitel“, geschriebener Texte, Artikel, Aufsätze, Berichte usw. |
| 片               |                 | piàn                  | pin3                  | „Schnitte“ – flache Objekte, Karten, Brotschnitten usw. |
| 瓶               |                 | píng                  | ping4                 | „Flasche“, „Vase“ – Flaschen für Flüssigkeiten usw. |
| 期               |                 | qī                    | kei4                  | Ereignisse, die in Zeitabschnitte erfolgen – Ausgabe für Magazine, Zeitungen usw. |
| 群               |                 | qún                   | kwan4                 | „Ansammlung“, „Horde“, „Herde“, „Menge“ „Schar“, „Schwarm“ |
| 扇               |                 | shàn                  | sin3                  | „Blatt“, Türen, Fenster |
| 首               |                 | shǒu                  | sau2                  | Lieder, Gedichte, Musik usw. |
| 束               |                 | shù                   | chuk7                 | Bündel, Bund, Strauß (Blumen) – Dinge, die zum Bund zusammengebunden werden |
| 雙               | 双              | shuāng                | seung1                | paarweise Objekte |
| 艘               |                 | sōu                   | sau2                  | Schiffe |
| 所               |                 | suǒ                   | so2                   | Gebäude, Institutionen usw. |
| 臺               | 台              | tái                   | toi4                  | schwere Objekte (Fernseher, Computer, Statuen usw.) und Vorstellungen (Theater usw.) |
| 堂               |                 | táng                  | tong4                 | Dinge, die in Abschnitten und Reihenfolgen passieren (Unterricht, Kurse usw.), Sets bzw. Garnituren (Möbelgarnituren usw.)                                                                         |
| 趟               |                 | tàng                  | tong3                 | Fahrten, Fahrdienste, Transportdienste, Verkehrsverbindungen, Handlungen |
| 套               |                 | tào                   | to3                   | „Garnitur“, „Satz“, „Set“ – Bücher, Magazine, Sammelobjekte usw. |
| 題               | 题              | tí                    | tai4                  | Klassifikator für Fragen, Themen usw. |
| 條               | 条              | tiáo                  | tiu4                  | lange und enge Objekte (Fische, Hosen, Stange usw.) Rechensätze (Rechenaufgabe, Rechnungen usw.), Textabsätze (Klauseln, Paragrafen usw.)                                                          |
| 頭               | 头              | tóu                   | tau4                  | „Kopf“ – bestimmte Tiere (Schweine, Kühe usw.), Haare |
| 團               | 团              | tuán                  | tuen4                 | „Bausch“, „Klumpen“, „Knäul“ – runde und knäulartig gewundene Objekte (Garnknäuel usw.) |
| 位               |                 | wèi                   | wai2                  | höflicher Klassifikator für Menschen |
| 項               | 项              | xiàng                 | hong6                 | Projekte |
| 樣               | 样              | yàng                  | yeung6                | allgemeine Dinge mit verschiedenen Attributen |
| 扎               |                 | zhā                   | jat8                  | „Krug“ – Getränke wie Bier, Soda, Saft usw. (ein junges Lehnwort aus dem Englischen „jar“, ugs. bzw. regional)                                                                                     |
| 盞               | 盏              | zhǎn                  | jaan2                 | Lichtquellen (meistens Lampen), Teekanne usw. |
| 張               | 张              | zhāng                 | jeung1                | „Blatt“ – flache Objekte (Papier, Tische usw.), Gesichter, Bogen, Gemälde, Karten, Konstellationen                                                                                                 |
| 陣               | 阵              | zhèn                  | jan6                  | „Explosion“, „Bö“ – Ereignisse von kurzer Dauer (Gewitter, Windbö) |
| 支               |                 | zhī                   | ji1                   | stockartige Objekte (Pinsel, Stifte, Stäbe, Stöcke, Essstäbchen usw.) |
| 隻               | 只              | zhī                   | jek8                  | einer/s von einem Paar, Tiere (Vögel, Katzen usw.) |
| 枝               |                 | zhī                   | ji1                   | Alternative zu 支, kann für Gewehre und Rosen benutzen werden. |
| 種               | 种              | zhǒng                 | jung2                 | Arten von Objekten |
| 組               | 组              | zǔ                    | jo2                   | Einheit, Garnitur, Gruppe, Reihe, Satz, Set, Serien |
| 座               |                 | zuò                   | jo6                   | große Strukturen oder Berge |

## Verbale Klassifikatoren
| ZEW traditionell | ZEW vereinfacht | Hochchinesisch Pinyin | Kantonesisch Jyutping | Gebrauch                                                                                 |
| ---------------- | --------------- | --------------------- | --------------------- | ---------------------------------------------------------------------------------------- |
| 遍               |                 | biàn                  | bin3                  | wie oft eine Handlung beendet wurde                                                      |
| 場               | 场              | chǎng                 | cheung4               | die Länge eines Ereignisses, das während einer anderen Handlung stattfindet              |
| 次               |                 | cì                    | chi3                  | Zeiten (im Gegensatz zu 遍 ist 次 unabhängig davon, ob die Handlung abgeschlossen wurde) |
| 頓               | 顿              | dùn                   | deun6                 | einmalige Handlungen ohne Wiederholung                                                   |
| 回               |                 | huí                   | wui4                  | Vorfälle (ugs.)                                                                          |
| 聲               | 声              | shēng                 | sing1, ugs.: seng1    | Schreie, Rufe usw.                                                                       |
| 趟               |                 | tàng                  | tong3                 | Reisen, Besuche usw.                                                                     |
| 下               |                 | xià                   | ha5                   | kurze und plötzliche Handlungen                                                          |

## Informelle Klassifikatoren
In der modernen Umgangssprache bestimmter chinesischer Dialekte wird 倆 liǎ manchmal an Stelle von 兩個 liǎng ge  benutzt und wird dabei zu einem Zählwort, das „beide X“ bzw. „zwei von X“ bedeutet. In den meisten Fällen bezieht es sich dabei jedoch ausschließlich auf Personen. Zum Vergleich:
他們倆 　今天都沒出門。,  Tāmen liǎ jīntiān dōu méi chūmén.

他們兩個人今天都沒出門。,  Tāmen liǎng ge rén jīntiān dōu méi chūmén.

„Die beiden sind heute überhaupt nicht draußen gewesen.“
Gleiches gilt für 仨 sā an Stelle von 三個 sān ge, die sich jeweils auf dreifache Dinge beziehen.

## Beispiele
In den folgenden Beispielen werden Zahlwörter grün und Substantive violett angezeigt.

Dahinter (nach dem Schrägstrich) steht dasselbe Beispiel in vereinfachten Schriftzeichen.
- 去年我騎了一匹馬 / 去年我骑了一匹马

Letztes Jahr ritt ich ein Pferd.
- 這臺電視看了一次就壞了 / 这台电视看了一次就坏了

Dieser Fernseher war schon nach der ersten Benutzung beschädigt.
- 我訂了這兩班車 / 我订了这两班车

Ich habe für diese beiden Busse (Fahrkarten) reserviert.
- 下完這陣雨我才會爬那座山 / 下完这阵雨我才会爬那座山

Erst wenn dieser Regen vorbei ist, werde ich auf den Berg klettern.
- 一根頭髮 / 一根头发

ein Haar, eine Haarsträhne.
- 五分(鐘) / 五分(钟)

fünf Minuten
- 十天(時間) / 十天(时间)

zehn Tage (Zeit)
- 一百頭牛 / 一百头牛

hundert Ochsen, hundert Stück Rindvieh.
- 一個蘋果 / 一个苹果

ein Apfel
- 一斤蘋果 / 一斤苹果

ein Pfund Äpfel.
- 一些蘋果 / 一些苹果

einige Äpfel.